# İlkin Şahbazov
İlkin Şahbazov (8 novembre 1986) è un taekwondoka azero.

## Palmarès
- Europei

Bonn 2006: oro nei 62 kg;
Roma 2008: argento nei 67 kg;
Baku 2014: bronzo nei 73 kg.